# Futebol na Bulgária
O futebol (em búlgaro: футбол, futbol) é o esporte mais popular na Bulgária. Foi introduzido em 1893-1894 por professores suíços de ginástica, convidados para visitar o país. A primeira partida de futebol (inicialmente chamado de ритнитоп, ritnitop) foi realizada na High School for Boys da cidade de Varna, em 1894, onde foi introduzido por Georges de Regibus. No ano seguinte, o esporte foi levado para a capital, Sófia, por Charles Champaud.
As regras do jogo foram publicadas em búlgaro por professores suíços na revista Uchilishten Pregled, em 1897, e o futebol continuou a se popularizar no início do século XX. Entre os fundadores da equipa turca do Galatasaray SK, em 1905, estava o estudante búlgaro Blagoy Balakchiev, do Liceu de Galatasaray, e o primeiro clube búlgaro, o Futbol Klub, foi criado em Sófia em 1909 por iniciativa de Sava Kirov. O PFC Botev Plovdiv foi fundado em 1912, o PFC Slavia Sofia em 1913, e o PFC Levski Sofia em 1914.
A seleção nacional de futebol da Bulgária estreou em 21 de maio de 1924, nas eliminatórias para os Jogos Olímpicos de Verão de 1924, perdendo de 0 a 6 para a Áustria, em partida disputada em Viena. O que hoje é o time do PFC CSKA Sofia foi criado em 5 de maio de 1948. Foi na década de 1950 e 1960 que o futebol búlgaro alcançou seu maior sucesso em Olimpíadas, tendo sido o terceiro colocado nos Jogos Olímpicos de Verão de 1956 em Melbourne, e conquistando o segundo lugar nos Jogos Olímpicos de Verão de 1968, na Cidade do México. Também terminou em quinto lugar na Eurocopa de 1968. Em 1962, a Bulgária conseguiu sua primeira classificação para uma Copa do Mundo e, apesar de participar em 1966, 1970 e 1974, foi sempre eliminada na fase de grupos sem conseguir uma vitória. Na Copa do Mundo de 1986, a Bulgária chegou às oitavas-de-final, mas ainda não tinha vencido um único jogo. Em seguida, na Copa do Mundo de 1994, nos Estados Unidos, deu-se a melhor campanha da seleção búlgara em todos os tempos. Conseguiram o 4º lugar geral, eliminaram no caminho a poderosa Alemanha, então campeã do mundo e ainda tiveram o atacante Hristo Stoichkov como artilheiro da competição.

## Competições de Futebol na Bulgária
- Campeonatos
  - Divisão Principal: Grupo A do Futebol Profissional Búlgaro - 16 equipes
  - Segunda Divisão: Grupo B do Futebol Profissional Búlgaro - 2 grupos (Leste e Oeste) com 14 times cada
  - Terceira Divisão: Grupo V do Futebol Amador Búlgaro - 4 grupos (Noroeste, Nordeste, Sudoeste e Sudeste) com 18 times cada
- Copa da Bulgária - Participam todas as equipes das três divisões em sistema eliminatório "mata-mata"
- Super Copa da Bulgária - Confronto entre o Campeão da Divisão Principal e o Campeão da Copa da Bulgária